# Abnormalni kanabidiol
Abnormalni kanabidiol (abn-cbd) je sintetički regioizomer kanabidiola, koji za razliku od većine drugih kanabinoida proizvodi vazodilatorne efekte, snižava krvni pritisak, i podstiče ćelijsku migracija, ćelijsku proliferaciju i aktivira mitogenom-aktivirane proteinske kinaze kod mikroglija, ali ne proizvodi psihoaktivne efekte.
Bilo je pokazano da akcije abnormalnog kanabidiola nisu posredovane kroz  i  receptore. Abnormalni kanabidiol i O-1602 deluju na receptor čiji endogeni ligandi su: anandamid (AEA), -arahidonoil glicin (NAGly) i -arahidonoil L-serin. Višestruke linije dokaza idu u podršku predlogu da je GPR18 receptor za te ligande. Jedan drugi, kontroverzniji biološki cilj abnormalnog kanabidiola je GPR55, koji je zadobio mnogo pažnje jer se smatralo da je kanabinoidni receptor. Međutim, sve je više dokaza da je lizofosfatidilinozitol (LPI) endogeni ligand za GPR55. Dalja istraživanja su dovela do zaključka da postoji još nekoliko kanabinoidnih receptora.

## Literatura
1. ↑  Adams, MD; Earnhardt, JT; Martin, BR; Harris, LS; Dewey, WL; Razdan, RK (1977). „A cannabinoid with cardiovascular activity but no overt behavioral effects”. Experientia. 33 (9): 1204—5. PMID 891878.
2. 1 2 3  McHugh D, Hu SS, Rimmerman N, Juknat A, Vogil Z, Walker JM, Bradshaw HB (2010). „N-arachidonoyl glycine, an abundant endogenous lipid, potently drives directed cellular migration through GPR18, the putative abnormal cannabidiol receptor”. BMC Neuroscience. 11 (1): 44. PMC 2865488 . PMID 20346144. doi:10.1186/1471-2202-11-44.
3. ↑  Járai, Z; Wagner, JA; Varga, K; Lake, KD; Compton, DR; Martin, BR; Zimmer, AM; Bonner, TI; Buckley, NE (1999). „Cannabinoid-induced mesenteric vasodilation through an endothelial site distinct from CB1 or CB2 receptors.”. Proceedings of the National Academy of Sciences of the United States of America. 96 (24): 14136—41. PMC 24203 . PMID 10570211. doi:10.1073/pnas.96.24.14136.
4. ↑  McHugh D, Hu SS, Rimmerman N, Juknat A, Vogil Z, Walker JM, Bradshaw HB (2010). „N-arachidonoyl glycine, an abundant endogenous lipid, potently drives directed cellular migration through [[GPR18]], the putative abnormal cannabidiol receptor”. BMC Neuroscience. 11 (1): 44. PMC 2865488 . PMID 20346144. doi:10.1186/1471-2202-11-44. Сукоб URL—викивеза (помоћ)
5. ↑  Walter, L; Franklin, A; Witting, A; Wade, C; Xie, Y; Kunos, G; MacKie, K; Stella, N (2003). „Nonpsychotropic cannabinoid receptors regulate microglial cell migration.”. The Journal of neuroscience : the official journal of the Society for Neuroscience. 23 (4): 1398—405. PMID 12598628.
6. ↑  Offertáler, L; Mo, FM; Bátkai, S; Liu, J; Begg, M; Razdan, RK; Martin, BR; Bukoski, RD; Kunos, G (2003). „Selective ligands and cellular effectors of a G protein-coupled endothelial cannabinoid receptor.”. Molecular pharmacology. 63 (3): 699—705. PMID 12606780.
7. ↑  Milman, G; Maor, Y; Abu-Lafi, S; Horowitz, M; Gallily, R; Batkai, S; Mo, FM; Offertaler, L; Pacher, P (2006). „N-arachidonoyl L-serine, an endocannabinoid-like brain constituent with vasodilatory properties.”. Proceedings of the National Academy of Sciences of the United States of America. 103 (7): 2428—33. PMC 1413724 . PMID 16467152. doi:10.1073/pnas.0510676103.
8. ↑  McCollum, L; Howlett, AC; Mukhopadhyay, S (2007). „Anandamide-mediated CB1/CB2 cannabinoid receptor--independent nitric oxide production in rabbit aortic endothelial cells.”. The Journal of pharmacology and experimental therapeutics. 321 (3): 930—7. PMID 17379772. doi:10.1124/jpet.106.117549.
9. ↑  Ryberg, E; Larsson, N; Sjögren, S; Hjorth, S; Hermansson, NO; Leonova, J; Elebring, T; Nilsson, K; Drmota, T (2007). „The orphan receptor GPR55 is a novel cannabinoid receptor.”. British journal of pharmacology. 152 (7): 1092—101. PMC 2095107 . PMID 17876302. doi:10.1038/sj.bjp.0707460.
10. ↑  Kapur, A; Zhao, P; Sharir, H; Bai, Y; Caron, MG; Barak, LS; Abood, ME (2009). „Atypical responsiveness of the orphan receptor GPR55 to cannabinoid ligands.”. The Journal of biological chemistry. 284 (43): 29817—27. PMC 2785612 . PMID 19723626. doi:10.1074/jbc.M109.050187.
11. ↑  Henstridge, CM; Balenga, NA; Ford, LA; Ross, RA; Waldhoer, M; Irving, AJ (2009). „The GPR55 ligand L-alpha-lysophosphatidylinositol promotes RhoA-dependent Ca2+ signaling and NFAT activation.”. The FASEB journal : official publication of the Federation of American Societies for Experimental Biology. 23 (1): 183—93. PMID 18757503. doi:10.1096/fj.08-108670.
12. ↑  Brown AJ (2007). „Novel cannabinoid receptors”. British Journal of Pharmacology. 152 (5): 567—75. PMC 2190013 . PMID 17906678. doi:10.1038/sj.bjp.0707481.
13. ↑  Johns, DG; Behm, DJ; Walker, DJ; Ao, Z; Shapland, EM; Daniels, DA; Riddick, M; Dowell, S; Staton, PC (2007). „The novel endocannabinoid receptor GPR55 is activated by atypical cannabinoids but does not mediate their vasodilator effects.”. British journal of pharmacology. 152 (5): 825—31. PMC 2190033 . PMID 17704827. doi:10.1038/sj.bjp.0707419.
14. ↑  McHugh, D; Tanner, C; Mechoulam, R; Pertwee, RG; Ross, RA (2008). „Inhibition of human neutrophil chemotaxis by endogenous cannabinoids and phytocannabinoids: evidence for a site distinct from CB1 and CB2.”. Molecular pharmacology. 73 (2): 441—50. PMID 17965195. doi:10.1124/mol.107.041863.
15. ↑  Kreutz, S; Koch, M; Böttger, C; Ghadban, C; Korf, HW; Dehghani, F (2009). „2-Arachidonoylglycerol elicits neuroprotective effects on excitotoxically lesioned dentate gyrus granule cells via abnormal-cannabidiol-sensitive receptors on microglial cells.”. Glia. 57 (3): 286—94. PMID 18837048. doi:10.1002/glia.20756.